# Санта Крус де Янгуас
Санта Крус де Янгуас (на испански: Santa Cruz de Yanguas) е община, разположена в провинция Сория, автономна област Кастилия и Леон, Испания. Според преброяването от 2004 г. (Национален институт по статистика на Испания) общината има население от 64 жители.